# Thermes Rudas
Pour les articles homonymes, voir Rudas.
Les Thermes Rudas (en hongrois : Rudas gyógyfürdő) sont un établissement thermal situé dans le 1er arrondissement de Budapest, au pied du Gellért-hegy.
Les bâtiments ont été construits en 1550, durant l'occupation ottomane de la Hongrie. Encore aujourd'hui, il conserve les éléments de base du bain turc avec son dôme turc et son bassin octogonal.
Les bains ont été ouverts de nouveau au public en 2006 après une rénovation complète des bâtiments et sont réservés aux hommes, excepté le mardi, jour des femmes, bien que la piscine extérieure soit accessibles à tous en permanence.
Les thermes sont également ouverts les vendredi et samedi, de 22 heures à 4 heures, et sont alors mixtes.
La partie sud du bâtiment est actuellement en rénovation.

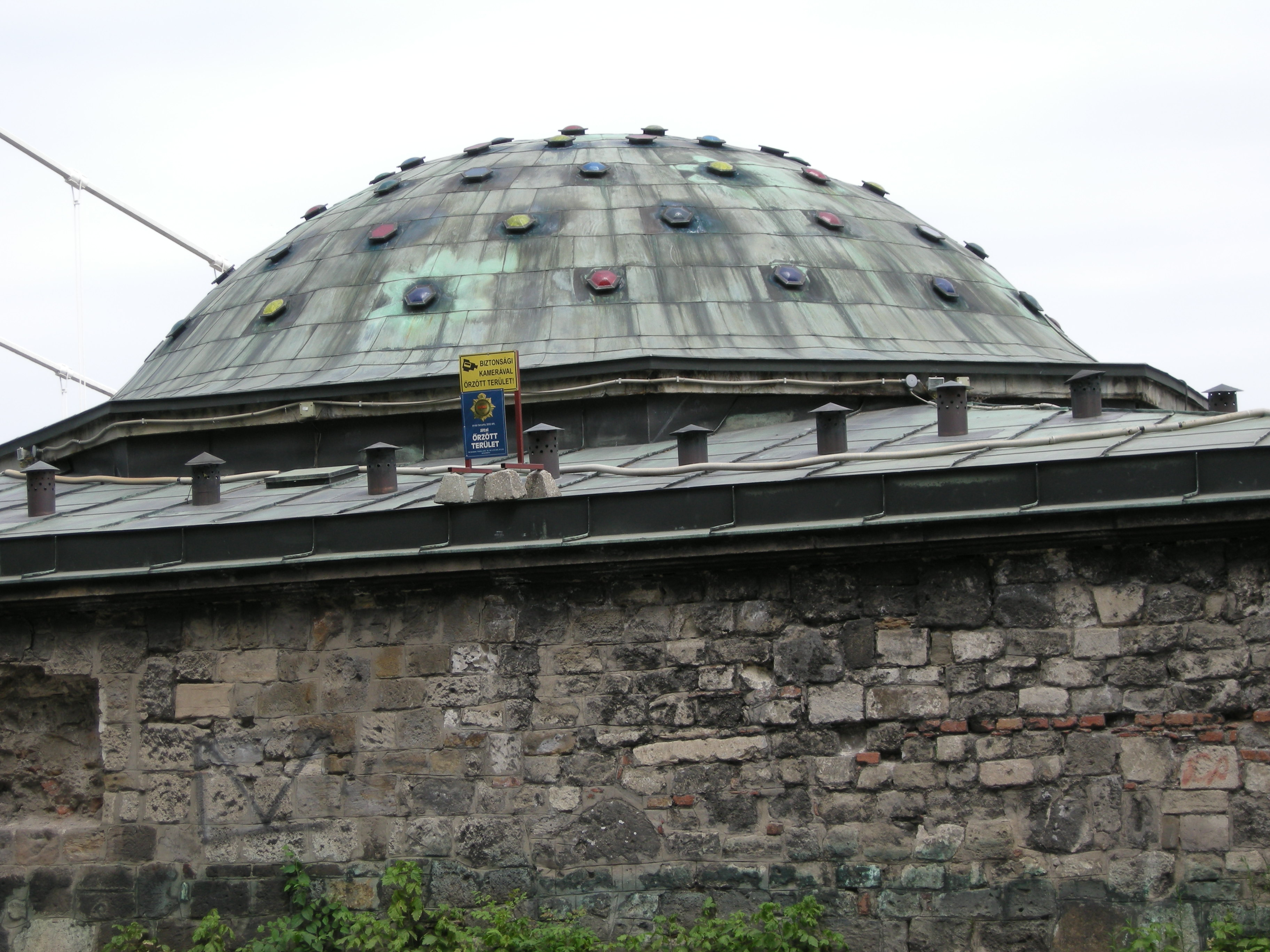
La coupole, vue de l'extérieur.